# Cassia manicula
Cassia manicula là một loài thực vật có hoa trong họ Đậu. Loài này được Symon miêu tả khoa học đầu tiên.